# Pascual Cabrera Quemades
Pascual Cabrera Quemades (Villarreal, 1891 - Castellón, 21 de mayo de 1940) fue un alpargatero, escritor, político y sindicalista de la Comunidad Valenciana, España, ejecutado por la dictadura franquista.
Trabajador manual en el sector de las alpargatas y la incipiente industria del calzado de Villarreal, fue un activo dirigente del movimiento obrero local que favoreció a principios del XX la agrupación de los distintos gremios de trabajadores en un sindicato de clase, la Unión General de Trabajadores (UGT). Paralelamente fue uno de los fundadores de la agrupación del Partido Socialista Obrero Español en Villarreal y gerente del Centro Obrero. Prolífico autor de poemas, sus primeras obras datan de mediados de la década de 1920. Dentro del socialismo de la época se le consideró vinculado al sector de Largo Caballero. Poco antes de que se produjera el golpe de Estado que dio lugar a la Guerra Civil en julio de 1936 fue nombrado alcalde de Villarreal, cargo que ocupó hasta inicios de 1937. Durante la guerra la mayoría de su obra fue teatral, con piezas que fueron muy representadas en la retaguardia valenciana primero y en el frente aragonés y valenciano después. Al finalizar el conflicto se encontraba en Alicante, donde fue detenido por las tropas franquistas e internado en el campo de concentración de Albatera. De allí pasó a la prisión de Castellón, donde fue juzgado en un consejo de guerra sumarísimo, condenado a muerte y ejecutado junto al alcalde de Burriana, Vicente Moliner Nadal, el de Chilches y otros veinticinco republicanos más en el río Seco, cerca del cementerio de Castellón.